# Ormosia dentifera
Ormosia dentifera là một loài ruồi trong họ Limoniidae. Chúng phân bố ở miền Tân bắc.